# Pseudocellus chankin
Espèce
Pseudocellus chankin est une espèce de ricinules de la famille des Ricinoididae.

## Distribution
Cette espèce se rencontre au Mexique au Chiapas et au Tabasco et au Guatemala au Petén.

## Description
Le mâle holotype mesure 6,15 mm et la femelle paratype 6,35 mm.

## Étymologie
Son nom d'espèce lui a été donné en référence au lieu de sa découverte, la réserve Chan-kin.

## Publication originale
- Valdez-Mondragón & Francke, 2011 : Four new species of the genus Pseudocellus (Arachnida: Ricinulei: Ricinoididae) from Mexico. Journal of Arachnology, vol. 39, no 3, p. 365-377 (texte intégral).